# La Nouvelle Île au trésor
La Nouvelle Île au trésor (新宝島, Shin Takarajima) est un manga d'aventure d'Osamu Tezuka et Shichima Sakai, initialement publié au Japon en avril 1947 par les éditions Ikuei. La version remaniée du manga est publiée en France par Isan manga en juin 2014.

## Synopsis
Vaguement inspiré de L'Île au trésor, le manga retrace la recherche d'un trésor par un petit garçon nommé Pete, qui le trouve après avoir affronté pirates et cannibales à l'aide de son chien et de Tarzan.

## Genèse de l'œuvre
Rédacteur en chef d'une des revues d'Ikuei, Sakai propose à Tezuka d'y publier un album d'aventure de 250 pages dont il avait écrit l'intrigue. Tezuka remanie ce scénario, le réduisant à 192 pages. Sakai réalise la couverture de l'album.
La Nouvelle Île au trésor connaît un grand succès, se vendant à plus de 400 000 exemplaires, et lance la carrière de Tezuka. L'auteur y montre un style très inspiré par les dessins animés américains (en particulier les frères Fleischer et Walt Disney). Œuvre fondatrice du style Tezuka, elle a contribué au renouveau de la bande dessinée japonaise et a fixé nombre de ses codes[réf. nécessaire].
Osamu Tezuka remanie largement son manga en 1984, à l'occasion de la publication de son œuvre complète par Kōdansha. Cette version change de nombreux points de l'histoire, qui se rattache à la science-fiction. Le découpage est rendu plus dynamique et inspiré par le dessin animé que la version d'origine, ce qui reflète la trajectoire de Tezuka. Cette version est généralement utilisée, à tort, par les historiens de la bande dessinée pour montrer l'influence du cinéma sur les premières œuvres de Tezuka, alors qu'il s'agit d'un travail tardif. La traduction française de cette version remaniée est publiée en juin 2014 par Isan manga.

## Publications
La version originale du manga est publiée par les éditions Ikuei au format akahon en 1947, puis rééditée en 2009 par Shōgakukan et en 2012 par Kōdansha.
La version remaniée du manga est publiée par Kōdansha en 1984 dans la collection des Œuvres complètes d'Osamu Tezuka et rééditée en 2010. Cette version est publiée en France par Isan manga en juin 2014.

### Liste des volumes
| no                                             | Japonais         | Japonais          | Français       | Français          |
| no                                             | Date de sortie   | ISBN              | Date de sortie | ISBN              |
| ---------------------------------------------- | ---------------- | ----------------- | -------------- | ----------------- |
| 1                                              | 1er octobre 1984 | 978-4-06-173281-0 | 12 juin 2014   | 978-2-36768-006-4 |
| nb : premières éditions de la version remaniée |                  |                   |                |                   |